# Elezioni generali in Guatemala del 2015
Le elezioni generali in Guatemala del 2015 si tennero il 6 settembre (primo turno) e il 25 ottobre (secondo turno) per l'elezione del Presidente e il rinnovo del Congresso della Repubblica.
Le consultazioni furono indette dopo lo scandalo sulle tangenti che aveva portato alle dimissioni di Otto Pérez Molina.

## Risultati

### Elezioni presidenziali
| Candidati                   | Partiti                            | I turno   | I turno | II turno  | II turno |
| Candidati                   | Partiti                            | Voti      | %       | Voti      | %        |
| --------------------------- | ---------------------------------- | --------- | ------- | --------- | -------- |
| Jimmy Morales               | Fronte di Convergenza Nazionale    | 1 152 394 | 23,99   | 2 751 058 | 67,44    |
| Sandra Torres               | Unità Nazionale della Speranza     | 948 809   | 19,76   | 1 328 342 | 32,56    |
| Manuel Baldizón             | Libertà Democratica Rinnovata      | 930 905   | 19,38   |           |          |
| Alejandro Giammattei        | Fuerza                             | 313 628   | 6,53    |           |          |
| Zury Ríos                   | Visione con Valori                 | 286 730   | 5,97    |           |          |
| Lizardo Sosa                | Todos                              | 259 673   | 5,41    |           |          |
| Mario David García          | Partito Patriota                   | 214 532   | 4,47    |           |          |
| Roberto González Díaz-Durán | CREO - Partito Unionista           | 166 960   | 3,48    |           |          |
| Mario Estrada               | Unione del Cambiamento Nazionale   | 163 974   | 3,41    |           |          |
| Juan Guillermo Gutiérrez    | Partito dell'Avanzata Nazionale    | 149 925   | 3,12    |           |          |
| Miguel Ángel Sandoval       | Winaq-URNG-MAIZ                    | 101 347   | 2,11    |           |          |
| José Ángel López            | Incontro per il Guatemala          | 43 916    | 0,91    |           |          |
| Luis Fernando Pérez         | Partito Repubblicano Istituzionale | 41 554    | 0,87    |           |          |
| Aníbal García               | Movimento Nuova Repubblica         | 28 383    | 0,59    |           |          |
| Totale                      | Totale                             | 4 802 730 | 100     | 4 079 400 | 100      |

### Elezioni parlamentari
| Liste                                                  | Voti      | %     | Seggi |
| ------------------------------------------------------ | --------- | ----- | ----- |
| Libertà Democratica Rinnovata                          | 860 783   | 18,88 | 44    |
| Unità Nazionale della Speranza                         | 676 080   | 14,83 | 36    |
| Todos                                                  | 445 996   | 9,78  | 18    |
| Partito Patriota                                       | 419 353   | 9,20  | 17    |
| Fronte di Convergenza Nazionale                        | 403 086   | 8,84  | 11    |
| Incontro per il Guatemala                              | 289 646   | 6,35  | 7     |
| Compromesso, Rinnovamento e Ordine - Partito Unionista | 261 040   | 5,73  | 5     |
| Unione del Cambiamento Nazionale                       | 244 788   | 5,37  | 6     |
| Winaq - Unità Rivoluzionaria Nazionale Guatemalteca    | 198 715   | 4,36  | 3     |
| Convergenza                                            | 175 515   | 3,85  | 3     |
| Visione con Valori                                     | 168 707   | 3,70  | 3     |
| Partito dell'Avanzata Nazionale                        | 158 309   | 3,47  | 3     |
| Fuerza                                                 | 95 392    | 2,09  | 2     |
| Partito Repubblicano Istituzionale                     | 58 811    | 1,29  | –     |
| Movimento Nuova Repubblica                             | 41 954    | 0,92  | –     |
| Movimento Riformatore                                  | 36 693    | 0,80  | –     |
| Corazón Nueva Nación                                   | 23 880    | 0,52  | –     |
| Totale                                                 | 4 558 748 | 100   | 158   |

## Contrassegni elettorali
| Libertà Democratica Rinnovata | Unità Nazionale della Speranza     | Todos                           |
| Partito Patriota              | Fronte di Convergenza Nazionale    | Incontro per il Guatemala       |
| CREO - Partito Unionista      | Unione del Cambiamento Nazionale   | Winaq - URNG-MAIZ               |
| Convergenza                   | Visione con Valori                 | Partito dell'Avanzata Nazionale |
| Fuerza                        | Partito Repubblicano Istituzionale | Movimento Nuova Repubblica      |
| Movimento Riformatore         | Corazón Nueva Nación               |                                 |